# وسام صليب الحرية
وسام صليب الحرية ( (بالفنلندية: Vapaudenristin ritarikunta)‏ . (بالسويدية: Frihetskorsets orden)‏ هي واحدة من ثلاثة أوسمة رسمية في فنلندا، إلى جانب وسام الوردة البيضاء في فنلندا ووسام أسد فنلندا. في عام 1944، تم تعيين كارل غوستاف إميل مانهايم (1867-1951) على درجة الماجستير.  تدار الطلبات من قبل المجالس التي تتكون من مستشار ونائب مستشار وأربعة أعضاء على الأقل. توجد أوامر مشتركة بين الوردة البيضاء لفنلندا وأسد فنلندا.

## الطبقات

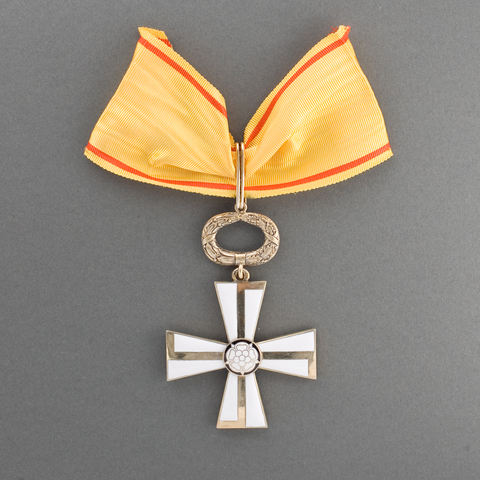
VR 1st الدرجة
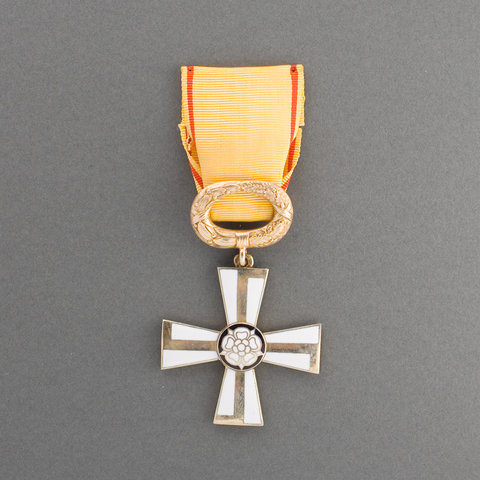
VR 2nd Class
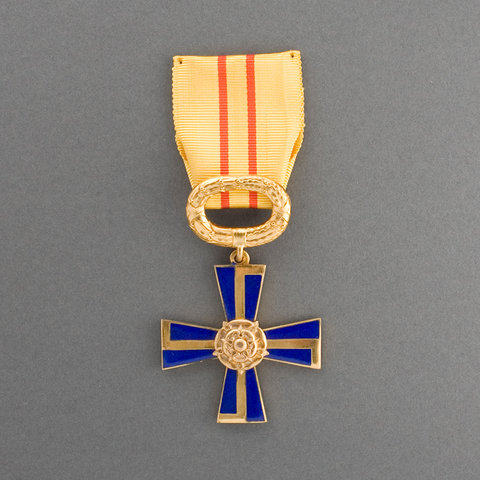
VR 3rd Class
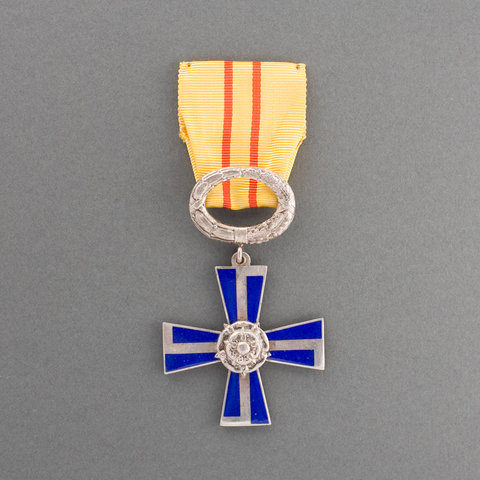
[en→ar]VR 4th Class
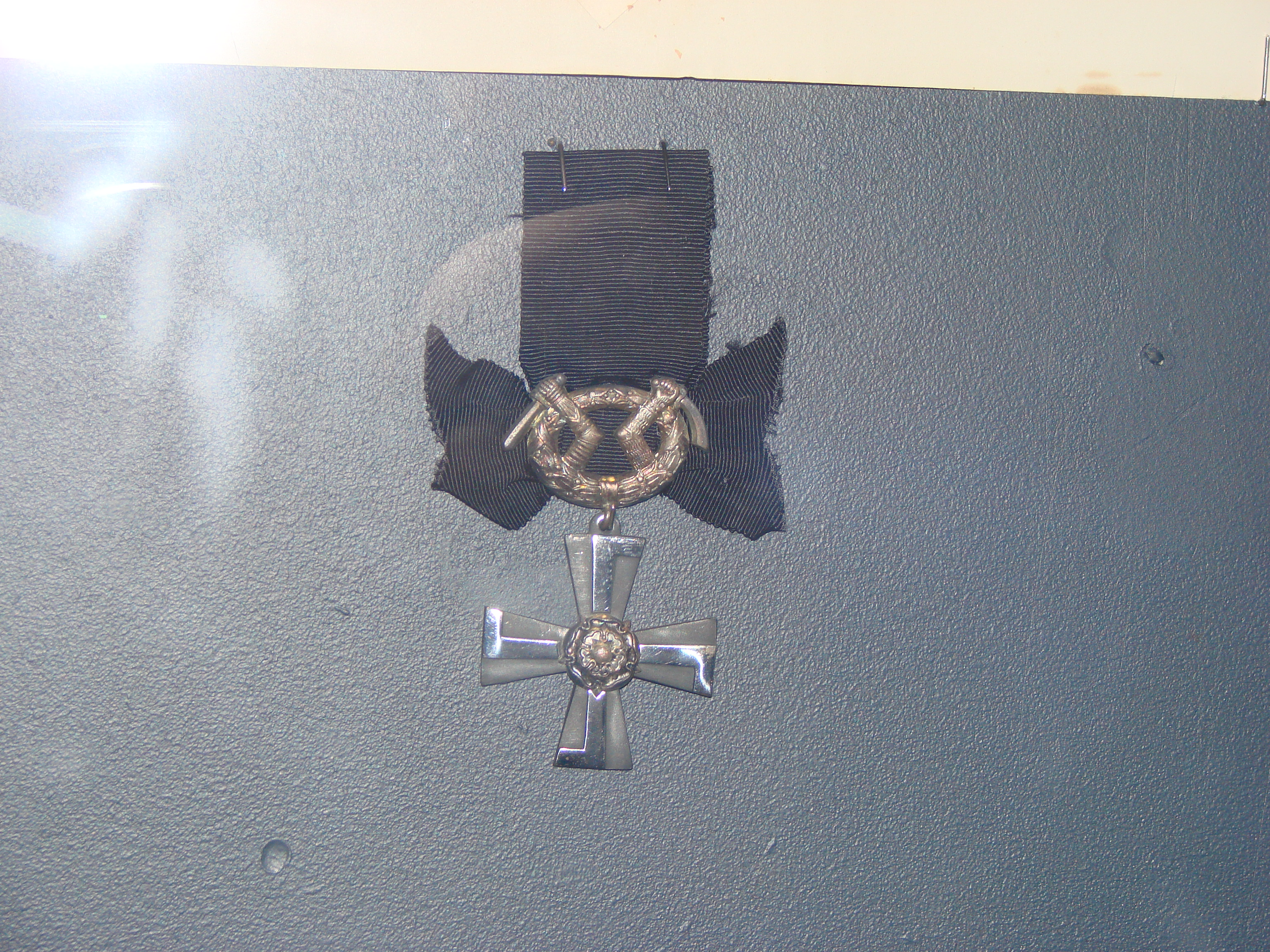
[en→ar]VR Mourning Cross